# Maugstrup
Maugstrup is een plaats in de Deense regio Zuid-Denemarken, gemeente Haderslev. De plaats telt 213 inwoners (2008).